# Cordula Simon

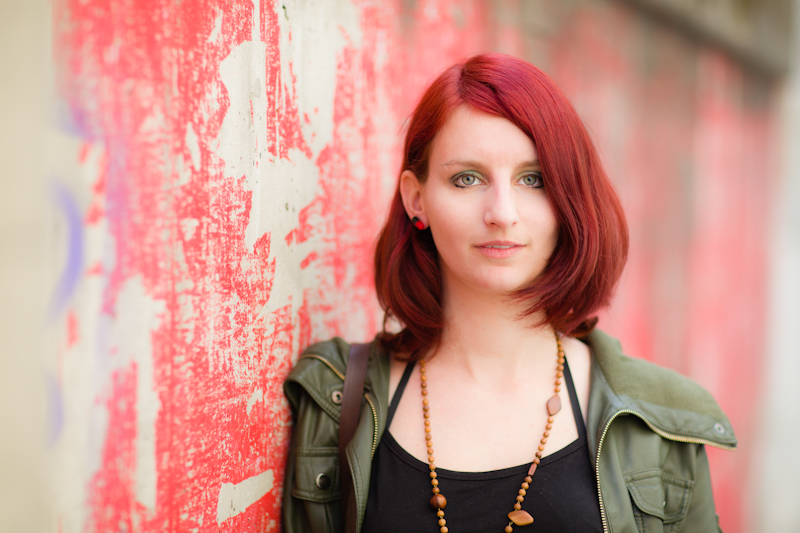
Cordula Simon (2012)

Cordula Simon (* 27. März 1986 in Graz) ist eine österreichische Schriftstellerin.

## Leben
Cordula Simon ist in der Oststeiermark aufgewachsen. Sie studierte deutsche und russische Philologie in Graz und Odessa und schloss mit der Arbeit Lou Andreas-Salomés Russland: Die Erschaffung von Alterität in autobiografischen und literarischen Schriften ab. Als Jugendliche nahm sie bereits an der Jugend-Literatur-Werkstatt Graz teil, in der sie heute Workshops gibt. Ihr Auslandssemester verbrachte sie in Odessa in der Ukraine. Sie ist Mitglied der Literaturgruppe die plattform, eines „offenen autorenkollektivs sesshaft im grazer literaturhaus und walzierend durch die (kopf)welt“. Nach Publikationen in diversen Zeitschriften (unter anderem in schreibkraft, manuskripte, Lichtungen, ZEIT-Campus, Opus) und mehreren Literaturpreisen (unter anderem: manuskripte-Förderpreis, Gustav-Regler-Förderpreis) erschien im August 2012 ihr erster Roman Der potemkinsche Hund. Seit 2011 lebt und schreibt sie zeitweise in Odessa.

## Auszeichnungen und Stipendien
- 2005: Stipendiatin des Literatur Labor Wolfenbüttel
- 2009: Gewinnerin des Zeit-Campus Literaturwettbewerbs
- 2010: manuskripte – Literaturförderungspreis
- 2011: Staatstipendium des Bundesministeriums für Unterricht, Kunst und Kultur (bm:ukk)
- 2011: Gustav-Regler-Förderpreis des Saarländischen Rundfunks
- 2012: Startstipendium des Bundesministeriums für Unterricht, Kunst und Kultur (bm:ukk)
- 2012: Rotahorn-Literaturpreis – Literaturförderungspreis
- 2012: Literaturförderungspreis der Stadt Graz 2012[1]
- 2012: Prämie für besonders gelungenes literarisches Debüt des Bundesministeriums für Unterricht, Kunst und Kultur (bm:ukk)
- 2013: Teilnahme an den 37. Tagen der deutschsprachigen Literatur
- 2013: Stipendiatin des Literarischen Colloquiums Berlin
- 2013: Lise-Meitner-Literaturpreisträgerin
- 2013: Nominiert für den Alpha Literaturpreis der Casinos Austria
- 2014: Writer in Residence of the one world foundation Sri Lanka
- 2022: Kurd-Laßwitz-Stipendium der Residenzstadt Gotha

## Werke
- Lou Andreas-Salomés Russland. Die Erschaffung von Alterität in autobiografischen und literarischen Schriften. Verlag Dr. Müller, Saarbrücken 2011, ISBN 978-3-639-35504-8.
- Der potemkinsche Hund. Roman. Picus, Wien 2012, ISBN 978-3-85452-688-9.
- Ostrov Mogila. Roman. Picus, Wien 2013, ISBN 978-3-7117-2002-3.
- Wie man schlafen soll. Roman. Residenz, Wien 2016, ISBN 978-3-7017-1668-5.
- Der Neubauer. Roman. Residenz, Wien 2018, ISBN 978-3-7017-1685-2.
- Die Wölfe von Pripyat. Roman. Residenz, Wien/Salzburg 2022, ISBN 978-3-7017-1750-7.
- mit Stefan Auer: Politische Korrektheit, Wunschdenken und Wissenschaft. Das Versagen der Universitäten im Diskurs um Sprache. Fachbuch. Westend Verlag, Neu Isenburg 2024, ISBN 9783949925184.
- Mondkälber. Roman. Septime Verlag, Wien 2024, ISBN 978-3991200451